# Burgstall Schlossberg (Gablingen)
Der hochmittelalterliche Burgstall Schlossberg liegt etwa zwei Kilometer westlich von Gablingen im Landkreis Augsburg in Schwaben. Der ehemalige Ministerialensitz ist bis auf geringe Geländespuren nahezu vollständig verschwunden.

## Geschichte
Die kleine Höhenburg war wohl der Sitz eines Dienstmannes der Marschalken von Biberbach. Solche kleinen Turmhügelburgen (Motten) waren im Hochmittelalter Wohnsitze und Statussymbole der zahlreichen Dienstleute und Untervasallen bedeutenderer Herren oder Ministerialen. In der näheren Umgebung haben sich einige weitere Beispiele erhalten.  
Wie bei vielen früh- und hochmittelalterlichen Geländedenkmälern fehlen auch hier jegliche urkundlichen oder sonstigen Überlieferungen zur Geschichte des Burgplatzes.

## Beschreibung
Die Hügelkuppe im „Gablinger Hart“ ist heute vollständig bewaldet. Die Motte scheint aus einem „Turmhügel“ und der üblichen Vorburg bestanden zu haben. Die Geländespuren sind nur undeutlich auszumachen, das langgestreckte Vorgelände fällt nach Osten ab. 
Das Bayerische Landesamt für Denkmalpflege verzeichnet das Bodendenkmal als mittelalterlichen Burgstall unter der Denkmalnummer D 7-7530-0025.